# Программа-ассистент литератора
Программа-ассистент литератора (англ. novel-writing application) — инструмент писателя, призванный выполнять примерно те же функции, что IDE в работе программиста или память переводов в работе переводчика. ПО такого типа позволяют работать с набором текстов будущего произведения художественной литературы как с проектом, поддерживая связь фрагментов-сцен в хронологическом порядке или по сюжетным линиям. Также поддерживают ведение вспомогательных баз данных, например для персонажей.
К популярным novel-writing программам относятся YWriter (freeware), oStorybook (Open Source) и такие shareware программы, как Writer's Cafe (возможности незарегистрированной версии ограничены) и Scrivener (предоставляется пробный период в 30 дней фактической работы с программой).
В работе над литературными произведениями также могут быть использованы диаграммы связей (интеллект-карты).